# Liste der Bodendenkmale in Quakenbrück
In der Liste der Bodendenkmale in Quakenbrück sind die Bodendenkmale der niedersächsischen Gemeinde Quakenbrück aufgeführt. Die Quelle ist der Denkmalatlas Niedersachsen.
- Bitte beachten Sie, dass diese Liste keinen Anspruch auf Vollständigkeit erhebt.
- Die Angaben ersetzen nicht die rechtsverbindliche Auskunft der zuständigen Denkmalschutzbehörde.
- Es sind nur Daten aus dem Denkmalatlas verarbeitet.
- Der Stand der Liste ist der 9. Mai 2025.

Quakenbrück im Landkreis Osnabrück

## Allgemein
In den Spalten finden sich folgende Informationen des Bodendenkmales:
| Lage         | geographische Koordinaten                                                           |
| Bezeichnung  | Bezeichnung lt. Denkmalatlas                                                        |
| Beschreibung | Beschreibung lt. Denkmalatlas                                                       |
| ID           | Objekt-ID                                                                           |
| Bild         | Bild, ggf. zusätzlich mit Link zu weiteren Fotos im Medienarchiv Wikimedia Commons. |

## Essen
| Lage                        | Bezeichnung              | Beschreibung | ID       | Bild           |
| --------------------------- | ------------------------ | --- | -------- | -------------- |
| 52° 40′ 42″ N, 7° 56′ 15″ O | Essen 2, Burg (Gut Vehr) | Burg mit einfachem Wall und außen vorgelagerter Graft. Gesamt-L. ca. 140 m; Br. ca. 130 m. Wall im N und S gut erhalten. Wall-Br. Ca. 8 m; H. bis 2 m. Graft insgesamt gut erhalten, Br. Ca. 10 – 15 m; T. ca. 2 m; tw. wasserführend. Heutige Bebauung: Herrenhaus aus dem 19. Jh. | 28953997 | Weitere Bilder |